# Gil Bellows
Gil Bellows (ur. 28 czerwca 1967 w Vancouver) – kanadyjski aktor filmowy i telewizyjny, nominowany do Nagrody Gemini.
Ukończył szkołę średnią Magee Magee Secondary School wraz z przyszłą aktorką Carrie-Anne Moss. Uczęszczał do Point Grey Secondary School Vancouverze. W 1987 ukończył studia aktorskie na American Academy of Dramatic Arts w Los Angeles.
W 1992 zagrał postać Jace’a w produkcji off-Broadwayowskiej Flaubert’s Latest z Mitchellem Andersonem i Markiem Nelsonem. Wystąpił w roli Tommy’ego Williamsa w dramacie kryminalnym Franka Darabonta Skazani na Shawshank (1994), jako Billy Thomas w serialu Ally McBeal (1997–2002), w roli agenta CIA Matta Callana w serialu Tajne akcje CIA (2001–2002) i jako Gabe Caldwell w serialu USA Network Świadek (2016–2017).
3 października 1994 poślubił Ryę Kihlstedt, siostrę skrzypaczki Carli Kihlstedt. Mają dwoje dzieci – córkę Avę Emanuelle (ur. 4 kwietnia 1999) i syna Giovanniego (ur. 2001).